# Мядель (озеро)
Мя́дель (бел. Мя́дзел) — озеро в Мядельском районе Минской области Беларуси. Относится к бассейну реки Мяделка, вытекающей из озера. Находится на территории Нарочанского национального парка. Крупнейший водоём Мядельской группы озёр и одно из крупнейших озёр Беларуси.

## Название
В источниках встречаются два варианта названия: Мядель и Мядельское. Белорусское название также встречается в двух вариантах: бел. Мя́дзел, Мя́дзель.
Существуют версии происхождения названия озера (а также одноимённого города и других объектов) как из балто-славянских, так и из финно-угорских языков.

### Происхождение названия
Версия о балтском происхождении топонима восходит к российскому учёному А. А. Кочубинскому, который в 1897 году рассмотрел вопрос о названии одноимённого литовского населённого пункта. Кочубинский признал его этимологию неясной, но на первое место выдвинул гипотезу о связи с литовским medis «дерево». Позднее эта версия была поддержана В. Н. Топоровым и О. Н. Трубачёвым и, уже в отношении белорусского города, В. А. Жучкевичем.
По мнению же Л. Беднарчука, топоним Мядель через промежуточную балтийскую форму *Mendelas восходит к финно-угорскому Mendes, которое он сопоставляет с эстонским mänd «сосна». Это подтверждается вторым названием озера Мядель — Сосновое. И. М. Прокопович считает, что название Мядель должно происходить от финно-угорских слов метс (лес) и ель (лесной ручей, речка), то есть иметь значение «лесная речка». Согласно еще одной версии, топоним в форме Мядзел связан с финно-угорским модзол «ельник с мшистой почвой».
На карте, датированной 1800 годом, встречается вариант наименования Медадел. Известна и легенда, связанная с данным вариантом. Согласно этой легенде, название озеру дал первый переселенец, обнаруживший полное мёда дупло в дереве, которое росло на берегу озера.

## Географическое положение
Озеро находится в 4 км севернее города Мядель. Высота над уровнем моря составляет 159 м. Вблизи водоёма есть несколько небольших озёр, образующих Мядельскую группу озёр. Южнее находятся озёра Нарочанской группы. С юго-востока к водоёму примыкает лес.
Неподалёку от озера расположены деревни Чучелицы, Рыбки, Струголапы, Скоры и другие небольшие населённые пункты.

## Морфология

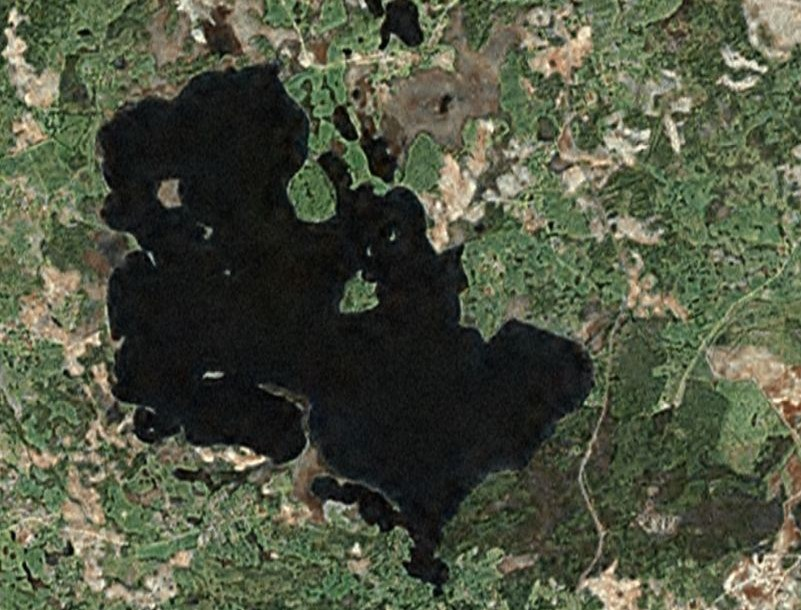
Снимок озера из NASA World Wind

Мядель — крупнейшее по площади озеро Мядельской группы и одно из крупнейших озёр как Минской области, так и Беларуси вообще. Площадь зеркала составляет 16,2 км², однако в отдельные годы может уменьшаться до 15,84 км². Длина озера — 6,3 км, наибольшая ширина — 4 км, средняя ширина — 2,57 км. Длина береговой линии — 30,92 км (в отдельные годы — 34,95 км). Максимальная глубина — 24,6 м, средняя — 6,3 м. Объём воды в озере — 102 млн м³. Площадь водосбора — 89,2 км². На озере 8 моренных островов площадью 0,24 км². Наиболее крупные из них — Замок, Берёзовый, Кульчино, Селище.
Котловина подпрудного типа, вытянутая с северо-запада на юго-восток. Склоны высотой 15—20 м, крутые (на севере и юге — местами пологие), суглинистые, поверху распаханные, понизу покрытые кустарником. Береговая линия извилистая, образует несколько заливов, полуостровов и мысов. Наиболее крупные полуострова, образованные озовой грядой, присутствуют в южной и северной части озера. Северный полуостров носит название Дубовый (Дубовое).
Берега низкие (0,2—0,3 м высотой), песчаные, на юго-западе песчано-галечные. Южный и восточный участки местами сливаются со склонами. Берега покрыты кустарником и редколесьем. Пойма — шириной до 250 м, вблизи заливов заболоченная.
Мелководье пологое, ширина варьируется от 10 до 400 м. Наиболее протяжённые мелководные участки присутствуют на севере и западе, а также в заливах. Глубины до 4 м занимают 31 % площади озера. Дно сложной формы. Наибольшие глубины отмечаются в восточной части водоёма (приблизительно в 0,5 км к юго-востоку от острова Замок). До глубины 2,5 м озёрная чаша покрыта песком, ниже — опесчаненными отложениями и сапропелем, на юге — также глинистым илом.
В заливах на юге и юго-востоке формируются карбонатные сапропели, объём которых составляет 0,7 млн м³. 6,7 млн м³ насчитывает объём кремнезёмистых сапропелей, 15,3 млн м³ — смешанных. Суммарные запасы мядельских сапропелей, покрывающих 60 % площади дна, составляют 22,7 млн м³. Средняя мощность отложений — 2,2 м, наибольшая — 5,5 м. Естественная влажность сапропелей достигает 84 %, зольность — 56 %, водородный показатель — 7,6. В сухом остатке содержится 1,8 % азота, 0,8—3,9 % окислов железа, 5 % алюминия, 0,9—2,5 % магния, 9,1—34,4 % кальция, 0,4—2 % калия, 0,2 % фосфора.

## Гидрология
Для озера характерна температурная стратификация воды. Температура придонных слоёв не поднимается выше 9 °C. У поверхности вода хорошо насыщена кислородом, возле дна — всего на 6 %. Минерализация воды составляет 245 мг/л. Тип минерализации — гидрокарбонатный, кальциевый. Прозрачность воды достигает 5 м. Цветность незначительна. В заливах отмечается необычно высокая чистота воды.
Водоём мезотрофный, слабопроточный. В озеро впадают 6 небольших ручьёв (один из них носит название Зеленуха) и вытекает река Мяделка. Суммарный расход воды, поступающей через ручьи, равен расходу воды в Мяделке и составляет 1,5 м³/с. Режим питания формируют преимущественно родники и осадки. Время полного водообмена составляет 5 лет.
Озёра Мядель и Княгининское соединены узкой протокой. Ранее также существовала протока к озеру Рудаково, сейчас полностью заросшая и пересохшая.

## Флора и фауна
Зарастание водоёма в целом умеренное, однако заливы сильно зарастают камышом и тростником. Надводная растительность образует полосу шириной до 30 м, местами прерывистую и распространяющуюся до глубины 1,5—2 м. Помимо камыша и тростника, среди надводных макрофитов распространены осока, аир, хвощ. В заливах встречается кубышка. Подводные макрофиты представлены харовыми водорослями, рдестами, роголистником, элодеей, телорезом. Подводная растительность образует полосу шириной до 300 м, спускающуюся до глубины 6 м.
Фитопланктон включает в себя 31 вид низших водорослей. По разнообразию видов и численности преобладают диатомовые водоросли. Зоопланктон представлен 15 видами. Общая биомасса фитопланктона составляет 1,825 г/м³, зоопланктона — 1,27 г/м³. Зообентос насчитывает 31 вид. Среди придонной фауны наиболее распространены личинки комаров-звонцов. Средняя величина биомассы зообентоса — 1,76 г/м².
Озеро богато рыбой. Наиболее распространены щука, линь, лещ, плотва, судак, ряпушка, язь, краснопёрка, карась, налим, сом. Реже встречаются речной угорь, сазан, сиг.

## Хозяйственное и рекреационное использование
Озеро Мядель входит в состав Нарочанского национального парка. Гидрологическое наблюдение за водоёмом ведётся с 1965 года. Озеро зарыблялось пелядью, сигом, угрём, сазаном, серебряным карасём. Производится промысловый лов рыбы. Мядельский сапропель может использоваться в качестве лечебной грязи, однако его ценность как удобрения невысока.
Озеро Мядель является популярным местом отдыха. На берегу организованы туристические стоянки и базы отдыха. На полуострове Дубовый организована обзорная площадка. На озере организовано платное любительское рыболовство. При этом использование моторных плавсредств запрещено, а подводный лов можно осуществлять только в светлое время суток и на расстоянии не далее 1 км от берега.

## Озеро Мядель в истории
На острове Замок сохранились остатки строений, датируемых XI—XIII веками. Предполагается, что замок на острове был окончательно разрушен во время нашествия тевтонцев в 1324 году. Деревянный замок, возведённый в XI веке, соединялся с берегом посредством длинного деревянного моста.
Согласно местной легенде, замком на острове владел полоцкий князь Всеслав Чародей. Князь, обладавший даром волшебства, заколдовал мост так, что тот сбрасывал с себя любого врага, ступившего на настил. Однажды большое неприятельское войско в очередной раз подошло к озеру, вынудив Всеслава укрыться в замке. Но в княжеской дружине служили два брата-новобранца, которые не знали о волшебных свойствах моста. И они, испугавшись численности вражеского войска, подожгли настил. Противник не смог попасть на остров и ушёл ни с чем, но Всеславу оказалось не под силу восстановить волшебный мост. В сердцах князь-чародей превратил братьев в камни и бросил в воду, закричав: «Будьте же вместо моста!» Так появились два маленьких острова Браты, сейчас носящие названия Городок и Уклеево.
8 февраля 1659 года на берегах озера состоялась битва между войсками Русского царства и Речи Посполитой. В ходе битвы Новгородский разрядный полк под командованием Ивана Хованского одержал победу над отрядами Николая Юдицкого и Владислава Воловича.
Во время Первой мировой войны в районе озера Мядель шли ожесточённые бои. Здесь происходили события Нарочской наступательной операции, проводившейся русскими войсками в марте 1916 года. Позднее в том же году на озере действовали корабли Речной флотилии Отдельной Морской бригады особого назначения.